# Bogense Vandtårn
Bogense Vandtårn er et vandtårn i Bogense, der blev taget ud af brug i 1996 og nu anvendes til diverse kulturelle arrangementer arrangeret af foreningen Vandtårnets Venner.
Det blev opført i forbindelse med etableringen af byens vandværk i 1910, og den øverste platform blev bygget som udkigspost. Oprindeligt var planen at opføre det på byens torv, men ved afstemningen i byrådet, var der 1 stemmes flertal for at anvende den nuværende placering på Teglgårdsvej.
I 2004 påbegyndtes planlægningen af en storstilet restaurering af tårnet, der ville koste i omegnen af 2 millioner kroner. Det tog imidlertid længere tid at skaffe midlerne, og først i 2006 påbegyndtes det første trin af byggeriet med sikring af trappen.

## Arkitektur
Tårnet er 25 alen højt og har en diameter på 25 fod. Det er tegnet af Oscar Gundlach-Pedersen og projekteret af G.R. Øllgaard. Det er en mindre udgave af Det hvide vandtårn i Fredericia, der har samme ingeniør.
Konstruktionen er udført i beton med fladt tag og retkantede vinduer. Det indeholder en vandtank med et rumfang på 80 m³, der nu er åbnet til udstillingsformål.
Kulturarvsstyrelsen har vurderet bygningen som havende bevaringsværdien 3 med henvisning til den arkitektoniske værdi som værende et "sjovt borgagtigt tårn" af god håndværksmæssig formåen, som kan ses i hele Bogense og omegn og er godt vedligeholdt.